# Katia Longhin
Katia Longhin (Pàdua, Vèneto, 3 de desembre de 1973) és una ciclista italiana que fou professional del 2000 al 2007.

## Palmarès
- 1995
  - Vencedora d'una etapa al Giro d'Itàlia
- 1997
  - Vencedora d'una etapa al Tour d'Aquitània
- 2001
  - 1a al Gran Premi Città di Castenaso
- 2002
  - 1a al Giro de la Romanya
- 2003
  - Vencedora d'una etapa al Giro d'Itàlia
- 2004
  - 1a al Gran Premi de San Marino
  - Vencedora d'una etapa a l'Emakumeen Euskal Bira
  - Vencedora de 2 etapes al Trofeu d'Or